# 3. Streichquartett (Schumann)

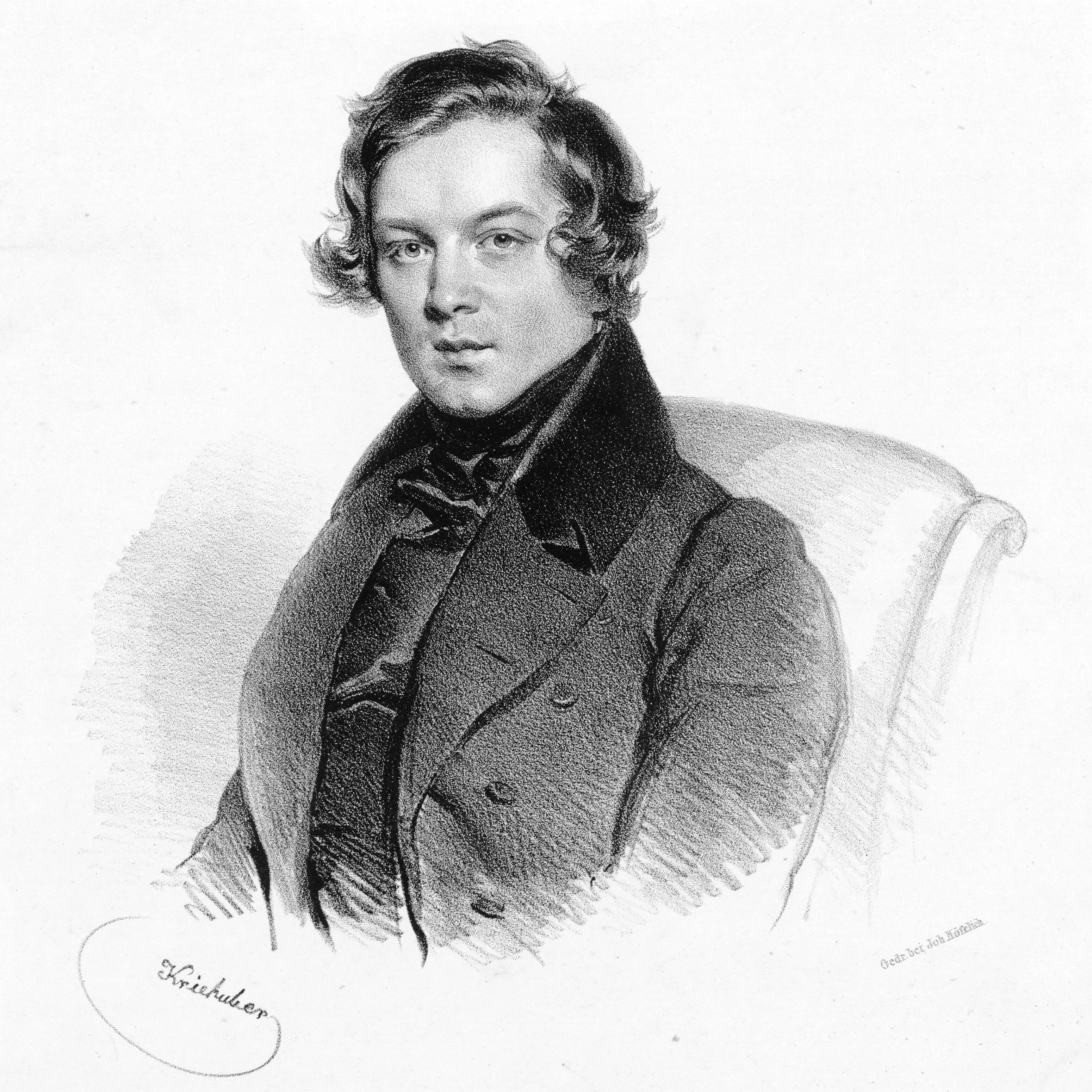
Robert Schumann, 1839

Robert Schumanns 3. Streichquartett A-Dur op. 41,3 ist das letzte einer Werkgruppe, die in weniger als zwei Monaten im Sommer 1842, seinem sogenannten „Kammermusikjahr“, entstand.

## Entstehung, Uraufführung und Druck
Im Jahr 1842 wandte sich Robert Schumann der Gattung Streichquartett zu und studierte eingehend die Quartette Ludwig van Beethovens, aber auch solche von Joseph Haydn und Wolfgang Amadeus Mozart. Zusätzliche Anregungen lieferten die Quartette op. 44 Felix Mendelssohn Bartholdys aus den Jahren 1837/1838, die er kurz zuvor gehört hatte. In rascher Folge entstand zwischen Anfang Juni und zweiter Julihälfte 1842 eine Werktrias (analog zu Mendelssohn), die unter der Opuszahl 41 zusammengefasst wurde: Das 1. Streichquartett a-Moll op. 41,1, das 2. Streichquartett F-Dur op. 41,2 und das 3. Streichquartett A-Dur op. 41,3, wobei Letzteres am 8. Juli 1842 begonnen und am 17. Juli beendet wurde. Am 22. Juli war auch die Reinschrift abgeschlossen. Im Herbst dieses Jahres, das auch als Schumanns „Kammermusikjahr“ gilt, sollten mit dem Klavierquartett op. 47 und dem Klavierquintett op. 44 weitere wichtige kammermusikalische Kompositionen folgen.
Das Manuskript der drei Quartette bildete eine Geburtstagsgabe zum 23. Geburtstag seiner Frau Clara am 13. September 1842, an dem sie sämtlich auch von einem Quartett um den Geiger und Leipziger Konzertmeister Ferdinand David durchgespielt wurden. Ende September wurden sie Felix Mendelssohn ebenfalls in privatem Rahmen vorgespielt, der sich sehr angetan zeigte. Anfang 1843 erschienen die Einzelstimmen bei Breitkopf & Härtel im Druck, mit Widmung des Komponisten an „seinen Freund Felix Mendelssohn-Bartholdy in inniger Verehrung“. Soweit bekannt, erfolgte die öffentliche Erstaufführung des dritten Quartetts allerdings erst 1848 im Leipziger Gewandhaus durch das David-Quartett. Schumann, der 1847 über seine Quartette urteilte: „Ich betrachte sie noch immer als mein bestes Werk der früheren Zeit, und Mendelssohn sprach sich oft in demselben Sinn gegen mich aus.“, bat nach Mendelssohns Tod den Verlag um Erstellung einer Partiturausgabe, die – mit etlichen Korrekturen gegenüber den Einzelstimmen – 1849 erschien.

## Charakterisierung
Das 3. Streichquartett A-Dur op. 41,3 von Robert Schumann ist viersätzig, die Aufführungsdauer beträgt etwa 30 Minuten.
I. Andante espressivo – Allegro molto moderato
Die ruhige, siebentaktige Einleitung setzt bereits mit dem charakteristischen Quintfall der 1. Violine ein, der auch das Hauptthema und den weiteren Satzverlauf bis hin zum Abschluss der Coda im Cello prägt. Das von synkopierten Achteln untermalte, liedhafte Seitenthema des der Sonatensatzform folgenden Satzes steht in E-Dur.
II. Assai agitato
Der zweite Satz trägt zwar durch eigenwillige Rhythmisierungen Scherzocharakter, jedoch wird das in fis-Moll stehende Thema untypischerweise durch vier Variationen geführt, wobei die dritte mit sicilianoartigem Rhythmus die Stelle eines Trios vertritt.
III. Adagio molto
Dem aufsteigenden, romanzenhaften Vordersatz folgt ein ausdrucksvoller Mittelsatz, in dem der zweiten Violine über längere Passagen ein statisch wirkendes punktiertes Begleitmotiv zugewiesen ist, das zum leisen Satzausklang in der Bratsche wiederaufgenommen wird.
IV. Finale. Allegro molto vivace – Quasi Trio
Der heiter-tänzerische Schlusssatz folgt der Rondoform, dessen Motorik nur durch ein etwas ruhigeres Quasi-Trio unterbrochen wird. Die wirkungsvolle Coda beschließt den Satz in strahlendem A-Dur.